# Resolució 1804 del Consell de Seguretat de les Nacions Unides
La Resolució 1804 del Consell de Seguretat de les Nacions Unides, fou adoptada per unanimitat el 13 de març de 2008. Preocupat per la presència de grups armats a l'est de la República Democràtica del Congo, el Consell va demanar a tots els països que vetllessin perquè els grups armats de Ruanda que sembres terror a l'est del Congo no rebessin suport.
El Consell també assenyala que la presència de grups armats a la República Democràtica del Congo és una amenaça per a la seva seguretat nacional, i demana que tots els grups entreguin totes les seves armes i les entreguin a les autoritats de la Missió de les Nacions Unides i Congoleses. La resolució també demana a les Forces Armades de Ruanda que deixin de reclutar i utilitzar nens soldat, i detenir la violència de gènere com la violació i altres abusos sexuals.